# Albert Yeung
Albert Yeung Sau Shing (chiń. 楊受成; ur. 3 marca 1943) – hongkoński przedsiębiorca i producent filmowy. Założyciel oraz przewodniczący grupy Emperor.

## Filmografia

### Jako producent

#### Filmy pełnometrażowe
| Rok  | Tytuł                                    | Uwagi                     |
| ---- | ---------------------------------------- | ------------------------- |
| 1988 | Pau mui                                  | Jako producent wykonawczy |
| 1988 | San goo waak chai ji siu nin gik dau pin |                           |
| 2001 | Lian’ai qiyi                             | Jako producent wykonawczy |
| 2001 | Manhattan Midnight                       | Jako producent wykonawczy |
| 2001 | Kakashi                                  | Jako producent wykonawczy |
| 2001 | Ichi zabójca                             | Jako producent wykonawczy |
| 2001 | Seung joi ngo sam                        | Jako producent wykonawczy |
| 2002 | Yee yan saam chuk                        | Jako producent wykonawczy |
| 2003 | Chin gei bin                             | Jako producent wykonawczy |
| 2003 | Medalion                                 | Jako producent wykonawczy |
| 2004 | Da lao ai mei li                         | Jako producent wykonawczy |
| 2004 | Ostrze róży                              | Jako producent wykonawczy |
| 2004 | Nowa policyjna opowieść                  | Jako producent wykonawczy |
| 2004 | Ryżowa rapsodia                          | Jako producent wykonawczy |
| 2004 | Dai mo wai                               | Jako producent wykonawczy |
| 2005 | Jing mo gaa ting                         | Jako producent wykonawczy |
| 2005 | Chung buk ji                             | Jako producent wykonawczy |
| 2005 | Wiekopomny żal                           | Jako producent wykonawczy |
| 2005 | Mit                                      | Jako producent wykonawczy |
| 2005 | Qing dian da sheng                       | Jako producent wykonawczy |
| 2006 | Niania w akcji                           | Jako producent wykonawczy |
| 2006 | Yun shui yao                             | Jako producent wykonawczy |
| 2007 | Seung chi sun tau                        | Jako producent wykonawczy |
| 2007 | Zhan. gu                                 | Jako producent wykonawczy |
| 2007 | Słońce też wschodzi                      | Jako producent wykonawczy |
| 2008 | Koszykarz kung-fu                        | Jako producent wykonawczy |
| 2008 | Yat kor ho ba ba                         | Jako producent wykonawczy |
| 2008 | Huang cun ke zhan                        | Jako producent wykonawczy |
| 2008 | Bo chi tung wah                          | Jako producent wykonawczy |
| 2008 | W.                                       | Jako producent wykonawczy |
| 2008 | Ching yan                                | Jako producent wykonawczy |
| 2008 | Zniewoleni na wieczność                  | Jako producent wykonawczy |
| 2009 | Incydent                                 | Jako producent wykonawczy |
| 2009 | Jian guo da ye                           |                           |

## Nagrody
| Rok  | Nagroda                                                      | Kategoria                        |
| ---- | ------------------------------------------------------------ | -------------------------------- |
| 2005 | China Charity Award                                          |                                  |
| 2007 | The Most Influential Charity Project Nomination Award        |                                  |
| 2007 | World Outstanding Chinese Award                              |                                  |
| 2008 | China Charity Award – The Most Caring Individual Donor Award |                                  |
| 2008 | United World Chinese Charity Award                           |                                  |
| 2010 | Asia Pacific Screen Award                                    | Best Film (Tang shan da di zhen) |
| 2013 | Outstanding Contribution Award                               |                                  |